# دافيدي فابري
دافيدي فابري هو فنان قصص مصورة إيطالي، ولد في 1964.